# جنیفر گیلوم
جنیفر گیلوم (انگلیسی: Jennifer Gillom؛ زادهٔ ۱۳ ژوئن ۱۹۶۴) بازیکن بسکتبال اهل ایالات متحده آمریکا است.
از باشگاه‌هایی که در آن بازی کرده‌است می‌توان به فینکس مرکوری اشاره کرد.
وی در مسابقات کشوری و بین‌المللی در مجموع برندهٔ ۶ مدال طلا شده‌است.